# シリア・ポンド
シリア・ポンド（アラビア語: الليرة السورية, ラテン文字転写: al-līra as-sūriyya; 英語: Syrian pound）は、シリアの通貨。現地ではリーラ（リラ）と呼ばれる。通貨の補助単位はピアストル（カルシュとも呼ばれる）
第一次世界大戦まではこの地域はオスマン帝国領だったため、トルコ・リラが使用されていた。大戦中にイギリスに占領されるとエジプト・ポンドが流通したが、大戦後にフランスの委任統治領となるとシリア・ポンドの発行が始まった。

## 硬貨
1921年に、½カルシュ白銅貨が発行され、続いて1926年にはアルミニウム青銅貨に2カルシュ及び5カルシュ貨が発行された。1929年には、ニッケル黄銅貨の1カルシュと、銀貨の10、25、50カルシュが導入された。1935年には½カルシュ黄銅貨、1940年には亜鉛1カルシュとアルミニウム青銅½カルシュが発行された。1947年から1948年には2½、5、10、25、50カルシュと1ポンド貨が発行され、1968年には銀からニッケルに材質が変わった。1996年には1、2、5、10、25ポンド貨が発行された。

## 紙幣
1919年、シリア銀行が5、25、50カルシュと1、5ポンドの発行を開始した。続いて1920年には1カルシュ、10、25、50、100ポンド紙幣を発行開始した。1942年から1944年にかけて、5、10、25、50カルシュ紙幣が導入された。1958年には紙幣の言語がフランス語から英語に変わり、1、5、10、25、50、100、500ポンド紙幣が発行された。
| 額面      | 発行年 | 表面                   | 裏面                     |
| --------- | ------ | ---------------------- | ------------------------ |
| 1ポンド   | 1958年 | 工場労働者             | ハマーの水車             |
| 5ポンド   | 1958年 | 工場労働者             | アレッポ城               |
| 10ポンド  | 1958年 | 工場労働者             | ウマイヤ・モスク         |
| 25ポンド  | 1958年 | 綿花栽培に従事する女性 | アル＝アズム宮殿         |
| 50ポンド  | 1958年 | 綿花栽培に従事する女性 | ヤウズ・セリム・モスク   |
| 100ポンド | 1958年 | 綿花栽培に従事する女性 | ハドリアヌスの凱旋門     |
| 500ポンド | 1958年 | ウガリットの彫刻作品   | ベル神殿から発掘された皿 |

1966年には25,50,100ポンド紙幣の図案が変更された。
| 額面      | 発行年 | 表面                             | 裏面                 |
| --------- | ------ | -------------------------------- | -------------------- |
| 25ポンド  | 1966年 | 機を織る男性                     | ボスラのローマ劇場   |
| 50ポンド  | 1966年 | コンバインを操作する男性         | ダマスカス国立博物館 |
| 100ポンド | 1966年 | ラタキアのカントリーエレベーター | ダム                 |

1977年にはさらに、500ポンド以外の紙幣のデザインが刷新された。
| 額面      | 発行年 | 表面                                           | 裏面                   |
| --------- | ------ | ---------------------------------------------- | ---------------------- |
| 1ポンド   | 1977年 | ウマイヤ・モスク、職人                         | コンバインを用いた農耕 |
| 5ポンド   | 1977年 | ボスラのローマ劇場、アッラート像               | 精紡機、綿花栽培       |
| 10ポンド  | 1977年 | アル＝アズム宮殿、女性                         | 海水淡水化施設         |
| 25ポンド  | 1977年 | クラック・デ・シュヴァリエ、サラーフッディーン | シリア中央銀行庁舎     |
| 50ポンド  | 1977年 | タブカ・ダムとシュメールの女神像               | アレッポ城             |
| 100ポンド | 1977年 | ハドリアヌスの凱旋門、ゼノビア女王             | 穀物の荷下ろし施設     |

1997年から1998年には50、100、200、500、1000ポンド紙幣が発行されるようになった。
| 額面       | 発行年 | 表面                                             | 裏面                                                             |
| ---------- | ------ | ------------------------------------------------ | ---------------------------------------------------------------- |
| 50ポンド   | 1997年 | アレッポ城、ハマーの水車                         | アビシアン・スタジアム、アル＝アサド国立図書館、学習する子供たち |
| 100ポンド  | 1997年 | ボスラのローマ劇場、軍人皇帝ピリップス・アラブス | ヒジャーズ鉄道とヒジャーズ駅                                     |
| 200ポンド  | 1998年 | 無名戦士の墓、サラーフッディーンの騎馬像         | 綿織業                                                           |
| 500ポンド  | 1997年 | パルミラ遺跡、女王ゼノビア                       | タブカ・ダムとトラクターによる灌漑                               |
| 1000ポンド | 1998年 | ハーフィズ・アル＝アサド大統領、ウマイヤ・モスク | 石油採掘、船舶、コンバインを用いた農業                           |

2009年から新シリーズの50、100、200、500、1000ポンド紙幣の発行が順次スタートした。2015年には2000ポンド紙幣が、2019年には5000ポンド紙幣が新たに発行されるようになった。
| 額面       | 発行年 | 表面                             | 裏面                                                   |
| ---------- | ------ | -------------------------------- | ------------------------------------------------------ |
| 50ポンド   | 2009年 | ウガリットの楔形文字             | ダマスカス図書館、ハーフィズ・アル＝アサド大統領の銅像 |
| 100ポンド  | 2009年 | ボスラの門とローマ劇場           | ウマイヤ・モスク、シリア中央銀行庁舎                   |
| 200ポンド  | 2009年 | ハマーの水車                     | ベル神殿の壁の模様                                     |
| 500ポンド  | 2013年 | ダマスカス・オペラ・ハウス       | 楽器を演奏している絵画、古い楽譜                       |
| 1000ポンド | 2013年 | ボスラのローマ広場               | スワイダーの遺跡から発掘されたモザイク画               |
| 2000ポンド | 2015年 | バッシャール・アル＝アサド大統領 | 人民議会の議場                                         |
| 5000ポンド | 2019年 | 国旗に敬礼する兵士               | バアルシャミン遺跡の壁画                               |

## 10シリアポンド貨のノルウェーにおける問題
10シリア・ポンド貨と20ノルウェー・クローネ貨は材質や形状が酷似しており、自動販売機において機械が判別できず、不正使用が行われることで知られている。肉眼では容易に判別可能であるが、重量や材質、形状が同一のため、機械には判別できない。2007年11月23日のレートにおいて、10シリアポンドは1.07ノルウェー・クローネと等価であるため、およそ18.6倍の価値があることになる。この不正使用で大きな被害を受けたノルウェー郵便局は、2006年2月18日に硬貨両替機を閉鎖し、新たに2つの硬貨が判別できるシステムを開発することとした。2005年の夏には、ノルウェー南部バールムのアーケードゲーム機で硬貨を不正使用した男が、執行猶予付き30日の刑を言い渡された。